# Periconiella pomaderris
Periconiella pomaderris är en svampart som beskrevs av McKenzie 1996. Periconiella pomaderris ingår i släktet Periconiella och familjen Mycosphaerellaceae.   Inga underarter finns listade i Catalogue of Life.